# Provincie Verbano-Cusio-Ossola
Verbano-Cusio-Ossola (Provincia del Verbano-Cusio-Ossola) je provincie v oblasti Piemont. Sousedí na severu, západě a východě se Švýcarskem, na východě s provincií Varese a na jihu s provinciemi Novara a Vercelli.
Provincie vznikla v roce 1992 odtržením od provincie Novara. Hlavním městem provincie je Verbania, přestou jsou některé úřady i ve městech Baveno, Crevoladossola, Domodossola a Gravellona Toce.